# Boudin valdôtain
Pour les articles homonymes, voir Boudin.
Le  boudin valdôtain (bodeun en valdôtain) est un boudin noir à la betterave rouge qui fait partie des grands classiques de la gastronomie valdôtaine. Il est, à ce titre, protégé comme produit agroalimentaire traditionnel italien. Son élaboration actuelle reste conforme aux anciennes recettes transmises de génération en génération.

## Histoire
La présence de pommes de terre le fit classer parmi les aliments essentiels des populations montagnardes. Longtemps considéré comme une nourriture de pauvre et affublé d'une réputation de mauvaise alimentation, c'est actuellement est un mets typique et emblématique des bonnes tables valdôtaines,.

## Ingrédients
Cette charcuterie est obtenue à partir d'un mélange de sang de porc ou de bœuf, de pommes de terre bouillies, de betteraves rouges, de lard, d'épices (cannelle, muscade), d'herbes aromatiques (sauge, romarin, baies de genièvre), de vin rouge, d'ail, de sel et de poivre,,.

## Préparation
Les pommes de terre sont bouillies, pelées à la main et refroidies à température ambiante tandis que le lard est coupé en cubes tout comme les betteraves (un excellent conservateur naturel qui va donner la couleur rouge). Une fois embossées dans de fins boyaux naturels qui sont noués à la main, les saucisses sont suspendues pour sécher généralement entre une semaine et un mois, mais ce séchage peut durer pendant un ou deux trimestres,,.

## Consommation
Ce mets se révèle parfait comme entrée froide, il peut être servi bouilli, avec des pommes de terre rouges des montagnes,. Il peut aussi être cuit au four pendant une quinzaine de minutes quand il est encore frais, il est servi accompagné de salade ou de légumes chauds,. Il est considéré comme un véritable délice gastronomique par les palais les plus raffinés. Pour ceux qui seraient rebutés par la présence de sang, il existe aussi une version du boudeun où celui-ci est absent et où la couleur rose est obtenue uniquement par la présence de la betterave.

## Accord mets/vin
Ce boudin doit être accompagné par des vins rouges jeunes et très aromatiques. Ils sont à choisir parmi les vins locaux,.

## Promotion
Chaque année, au cours du mois de juin se déroule la Mangia à pia, (« Mange à pieds », en valdôtain), une promenade culinaire et festive se déroulant à Châtillon, ordonnée autour de sept étapes et de dégustation du bodeun.